# Безруких, Алексей Ипполитович
Безруких Алексей Ипполитович (24 февраля 1949 года, Казань — 12 сентября 2005 год, Красногорск) — генерал-майор, начальник Балашовского высшего военного авиационного училища лётчиков (1991—2003).

## Биография
Родился 24 февраля 1949 года в Казани, в семье офицера внутренних войск. В 1970 году окончил Балашовское ВВАУЛ, в 1978 — Военно-воздушную академию им. Ю. А. Гагарина.
Служил в частях транспортной авиации ВВС СССР и России, пройдя путь от помощника командира экипажа до заместителя командира авиационной дивизии. Летал на самолетах Л-29, Л-410, Ан-24, Ан-26, Ан-12, Ил-76. Общий налет 4 300 часов. Участник боевых действий в Афганистане (1980).
Военный летчик-снайпер (1994). Заслуженный военный лётчик Российской Федерации (1995).

В 1991—2003 — начальник Балашовского высшего военного авиационного училища летчиков. Под его руководством для Военно-воздушных сил подготовлено более 2 300 военных летчиков.
А. И. Безруких умер 12 сентября 2005 года в Красногорске (инсульт). Похоронен в Балашове.

### Семья
Жена — Безруких (Перетягина) Лариса Юрьевна.

Сын — Безруких Игорь Алексеевич, 1973 года рождения. Окончил Балашовское ВВАУЛ в 1995 году, летчик, помощник командира корабля на самолете Ил-76МД. Женат.

## Награды
- орден «За службу Родине в Вооруженных Силах СССР III степени»
- звание Заслуженный военный лётчик Российской Федерации